# Honda DN-01
La Honda DN-01 è un motociclo prodotto dal 2008 al 2010 dalla casa motociclistica giapponese Honda.

## Descrizione
La DN-01 è stata presentata in anteprima al Tokyo Motor Show nel 2005, per poi essere messa in vendita in Giappone e in Europa nel 2008, mentre negli Stati Uniti è arrivata più tardi nel 2009, venendo prodotta fino alla fine del 2010.
La moto, che monta un motore bicilindrico a V, è caratterizzata per un particolare cambio che è di tipo automatico.